# Laónico Calcocondilas
Laónico Calcocondilas (en griego: Λαόνικος Χαλκοκονδύλης, de λαός "gente", νικᾶν "ser victorioso") o Calcondilas (1423-1490) fue un cronista griego.

## Biografía y obra
Formaba parte de la familia de los Calcocondilas, una importante familia patricia ateniense en la que su padre, Jorge fue embajador de la duquesa de Atenas, María Melissena, y del déspota de Morea Constantino Paleólogo. Por causas políticas se enfrentó a Nerio II Acciaiuoli, duque de Atenas y tuvo que exiliarse junto a su familia e irse a vivir al Despotado de Morea.
Laónicos (anagrama de Nicolaos, su nombre de pila, que no quería utilizar), fue el último de los grandes historiadores griegos anteriores de la caída de Constantinopla en poder de los turcos en 1453 (de acuerdo con el calendario juliano).
Cuando Atenas cayó en poder de los turcos algunos dicen que se fue junto con su hermano Demetrio a Venecia y otros sostienen que no estuvo en Venecia sino que regresó a Atenas, opinión apoyada en el hecho del buen conocimiento que demuestra tener Laónico sobre los temas griegos y de los Balcanes y la ausencia de referencias a él entre los humanistas italianos.[cita requerida]
Estaba muy versado en las literaturas griega y latina. Con ocasión de ir de embajador ante el sultán Murat II (quien, por cierto, lo retuvo como prisionero en Adrianópolis, valiéndose de él como secretario para la lengua griega), aprendió y perfeccionó la lengua turca. Escribió una Exposición de la historia en diez libros también conocida como Historia de los turcos que continúa a Grégoras y narra los hechos de los turcos y la destrucción del imperio de Oriente desde 1297 a 1464, cuando Mahomet II empezó la guerra contra Venecia, en diez libros; algunos historiadores le achacan cierta credulidad.
Solo se conoce una obra suya: Αποδείξεις Ιστοριών (Demostraciones históricas), obra de diez libros en la que, aunque el centro de su obra es el joven Imperio de los turcos, pretendió ofrecer una historia general de todo el mundo conocido entre 1389 y 1464, algo novedoso, como también lo fue relatar los acontecimientos situándolos en un conjunto histórico y geográfico general. Por eso se le considera el último de los bizantinos y el primer griego moderno. En su obra, que no pudo terminar, utiliza como fuentes la obra de Nicéforo Grégoras y de Jorge Sfrantzés, junto a fuentes turcas aunque se supone que la mayor parte de la información la obtuvo directamente de las cortes de Constantinopla y de Morea, y quizá de comerciantes. En su obra se aprecia su imparcialidad cuando escribe tanto de los turcos como de los latinos y su intento de imitar el estilo de los historiadores clásicos. Su propósito es describir la caída del Imperio romano de Oriente y el auge del Imperio otomano.
Su obra, dividida en diez libros, se estructura del siguiente modo:
- El libro I ofrece datos sobre hechos anteriores a 1389 y acerca del origen de los turcos.
- Los libros II y III se dedican a acontecimientos del periodo de reinado de Bayazet I, hasta 1402.
- El libro IV habla del periodo comprendido entre 1402 y 1421, cuando reinaron los hijos de Bayazet.
- Los libros V, VI y VII se sitúan en el periodo del reinado de Murad II, hasta 1451. En ellos se da noticia de muchos hechos históricos ocurridos en el mundo cristiano.
- Los libros VIII, IX y X tratan acontecimientos ocurridos durante el reinado de Muhamet II, hasta 1464.[2]

## Ediciones de su obra
- La obra histórica de Laónico Calcocondilas fue primero publicada en 1615 por J. B. Baumbach.
- Las dos mejores ediciones son: Historiarum Libri Decem, ed. I. Bekker, Corpus Scriptorum Historiae Byzantinae (Bonn 1843) y Historiae Demonstrationes, 2 vols., ed. E. Darko, (Budapest 1922-7). El texto puede también hallarse en J.-P. Migne, Patrologia Graeca, volumen 159.
- Una traducción al francés la publicó Blaise de Vigenère en 1577 y una posterior edición por Artus Thomas, con valiosas ilustraciones sobre materia turca.
- Una traducción al inglés de los Libros I-III se hallan en Laonikos Chalkokondyles. Traducción y Comentarios con Demostraciones de historias, tradujo Nikolaos Nikoloudis (Atenas 1996) y el Libro VIII en J. R. Melville Jones, The Siege of Constantinople: Seven Contemporary Accounts (Ámsterdam 1972), pp. 42–55.
- Hay extractos biográficos de Laónico y su hermano Demetrio en griego por Antonius Calosynas, un médico de Toledo, quien vivió en la última parte del siglo XVI: ver en C. Hopf, Chroniques Gréco-romanes (París 1873), pp. 243–5.
- Otra traducción de los libros VI al X hecha por Anthony Kaldellis fue publicada por Dumbarton Oaks Medieval Library en ambos idiomas: griego original y su traducción en inglés en 2014.